# Стерьо Наку
Стерьо Наку е български революционер, войвода на Вътрешната македоно-одринска революционна организация.

## Биография
Стерьо Наку е роден в село Магарево, днес Северна Македония и по народност е влах. Влиза в редовете на ВМОРО и след за революционна дейност е затворен в Битолския затвор. През 1903 г. е амнистиран и става нелегален. По време на Илинденско-Преображенското въстание в 1903 г. е войвода на чета в Битолско. Загива на 23 септември заедно с войводите Аце Трайчев, Янаки Магарещанец и 45 четници в сражение на връх Малък Пелистер в Баба планина.